# Esenbeckia dichroa
Esenbeckia dichroa är en tvåvingeart som först beskrevs av Juan Brèthes 1910.  Esenbeckia dichroa ingår i släktet Esenbeckia och familjen bromsar. Inga underarter finns listade i Catalogue of Life.